# Melocactus matanzanus
Melocactus matanzanus är en kaktusväxtart som beskrevs av Leon. Melocactus matanzanus ingår i släktet Melocactus och familjen kaktusväxter. Inga underarter finns listade i Catalogue of Life.

## Bildgalleri

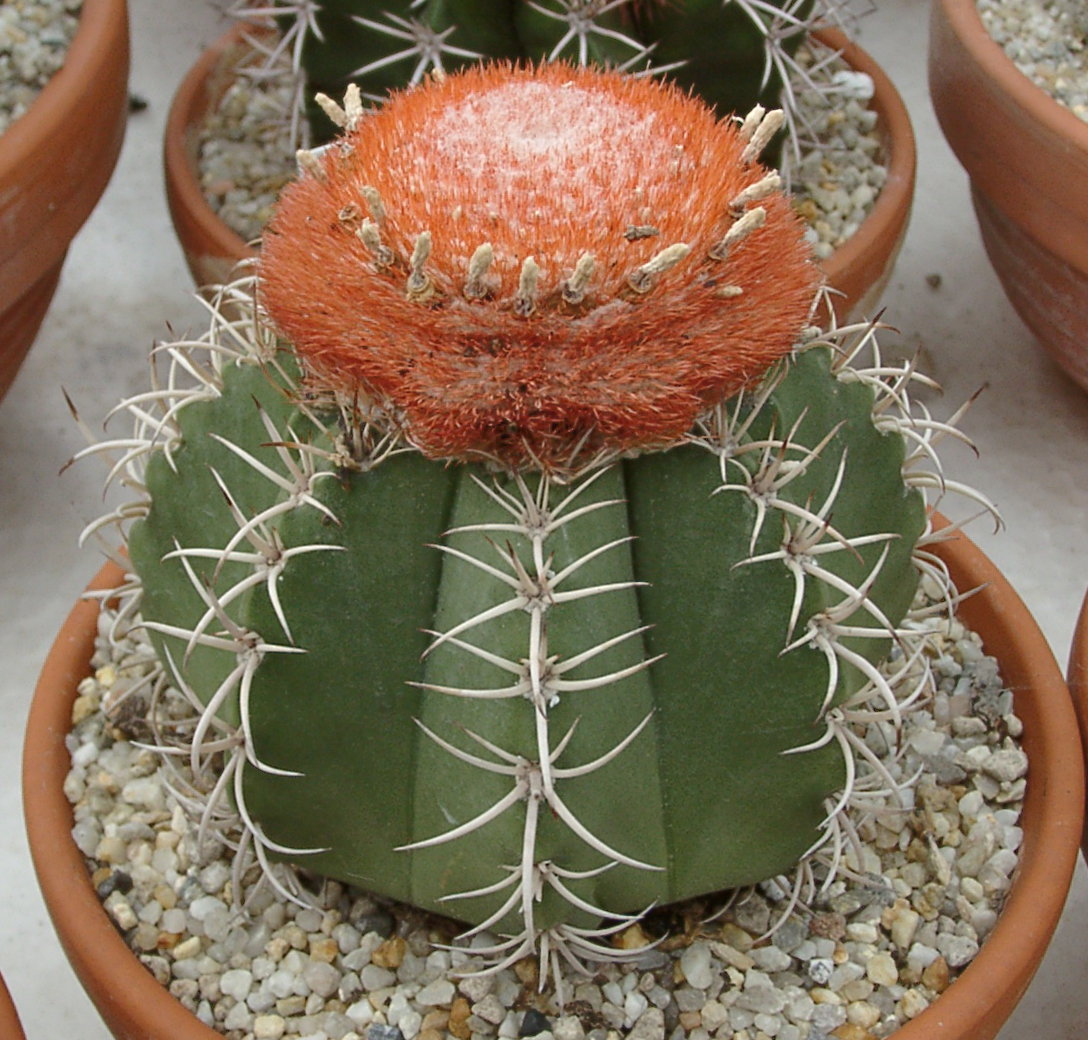
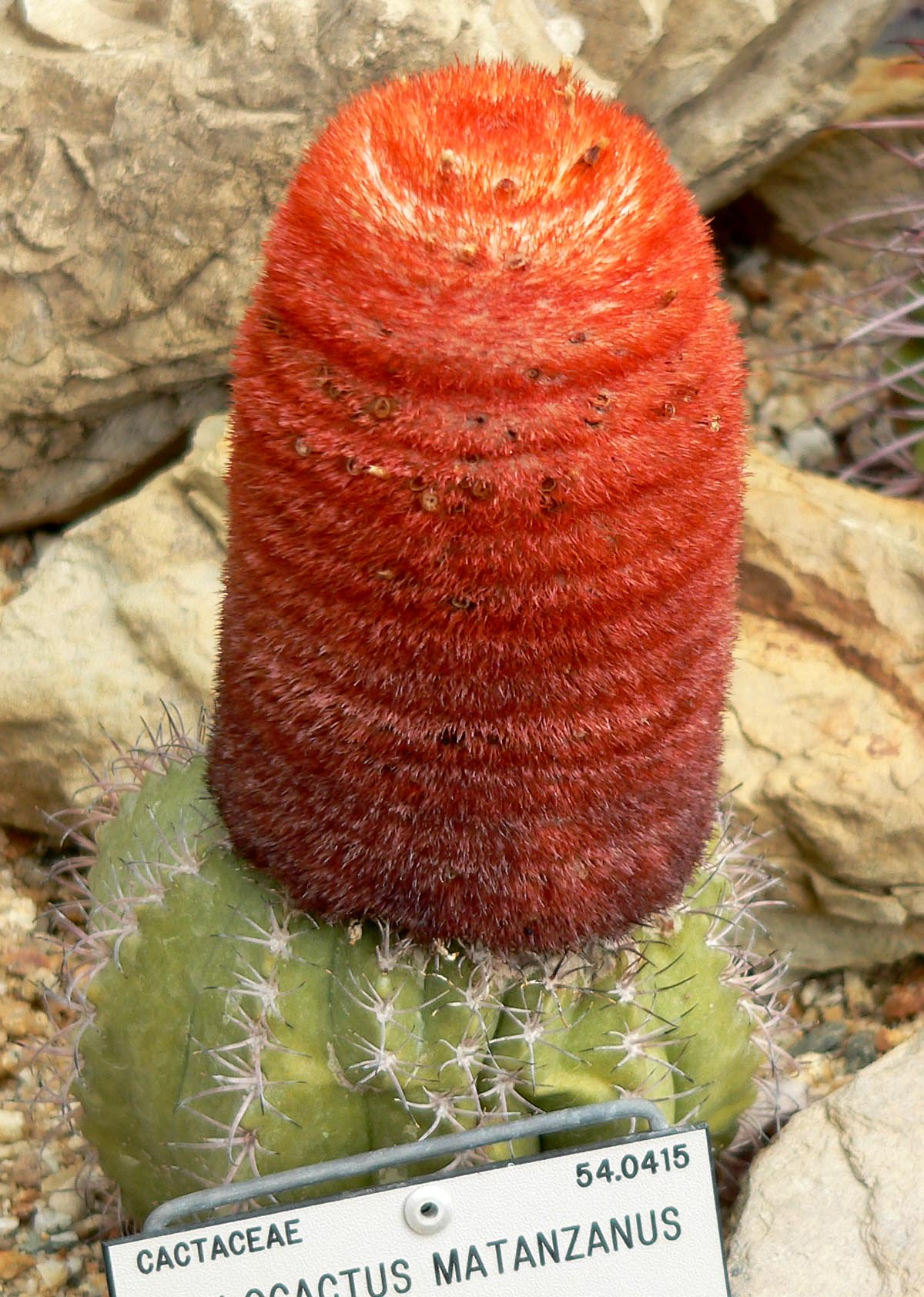
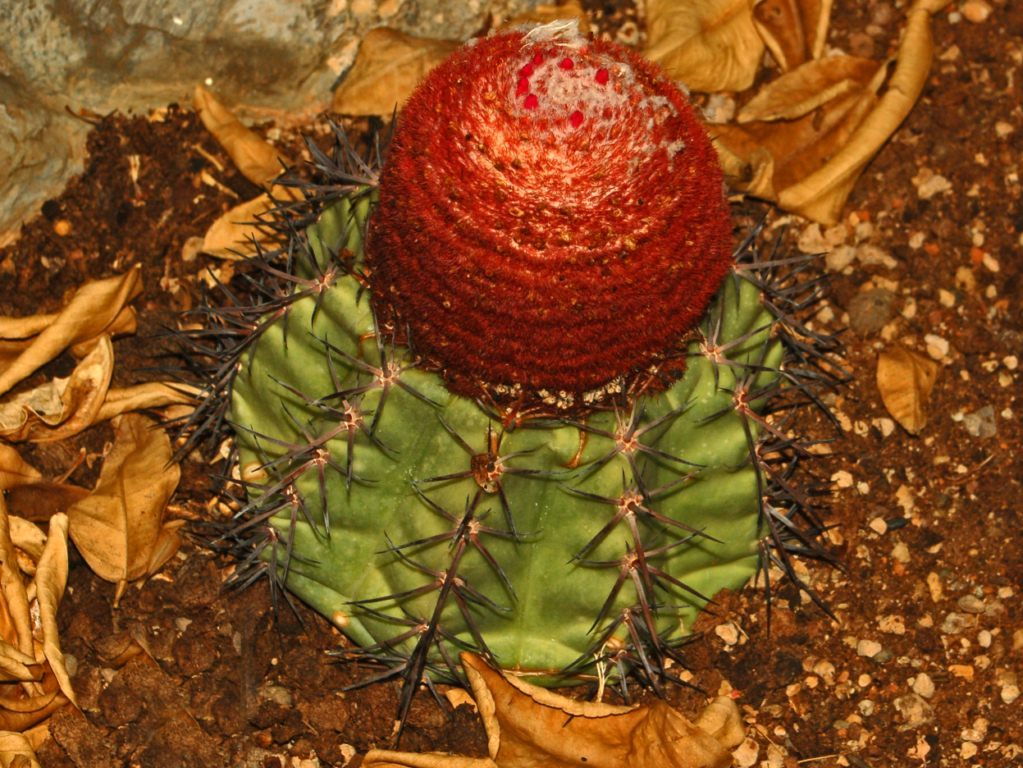
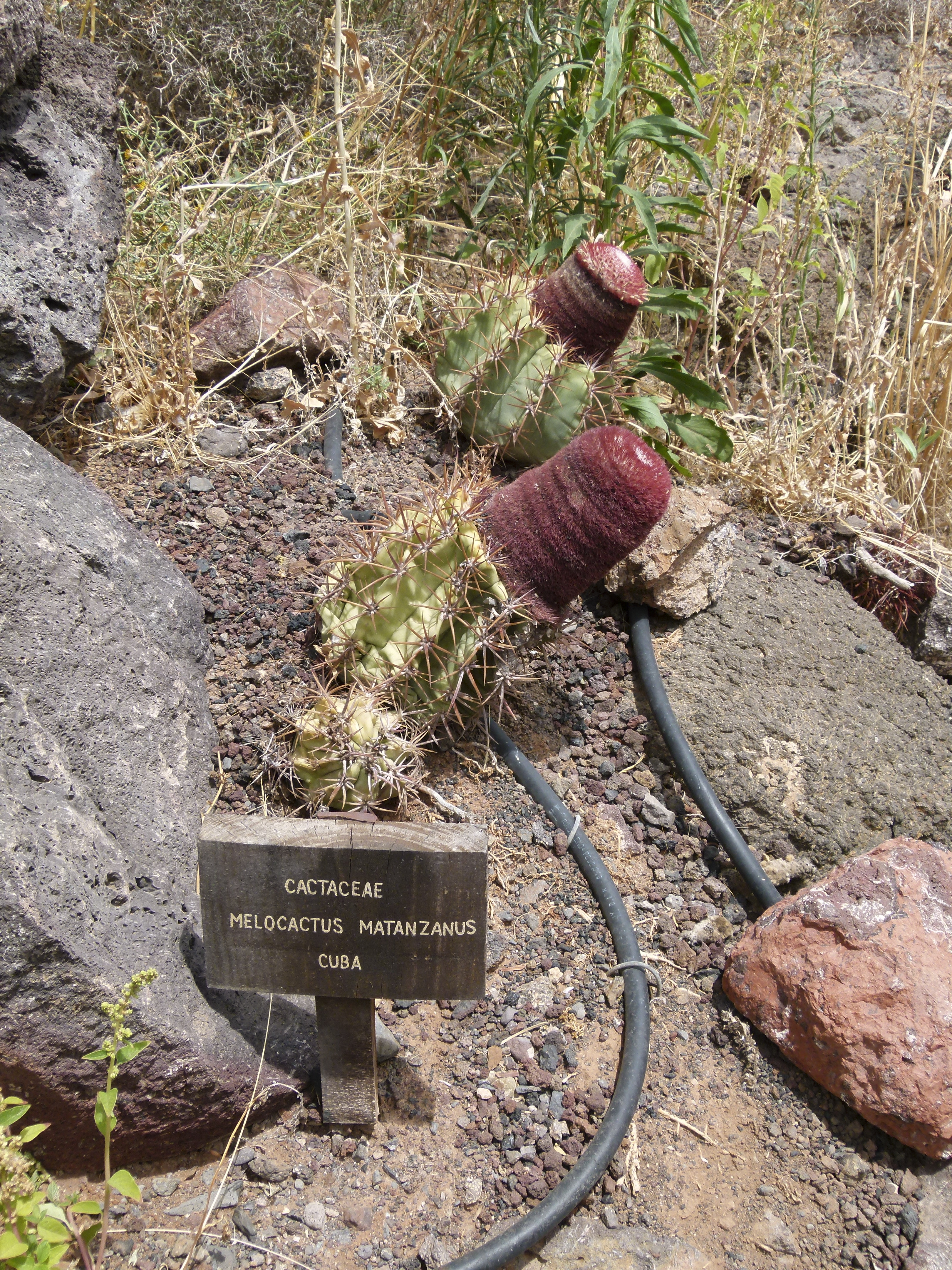
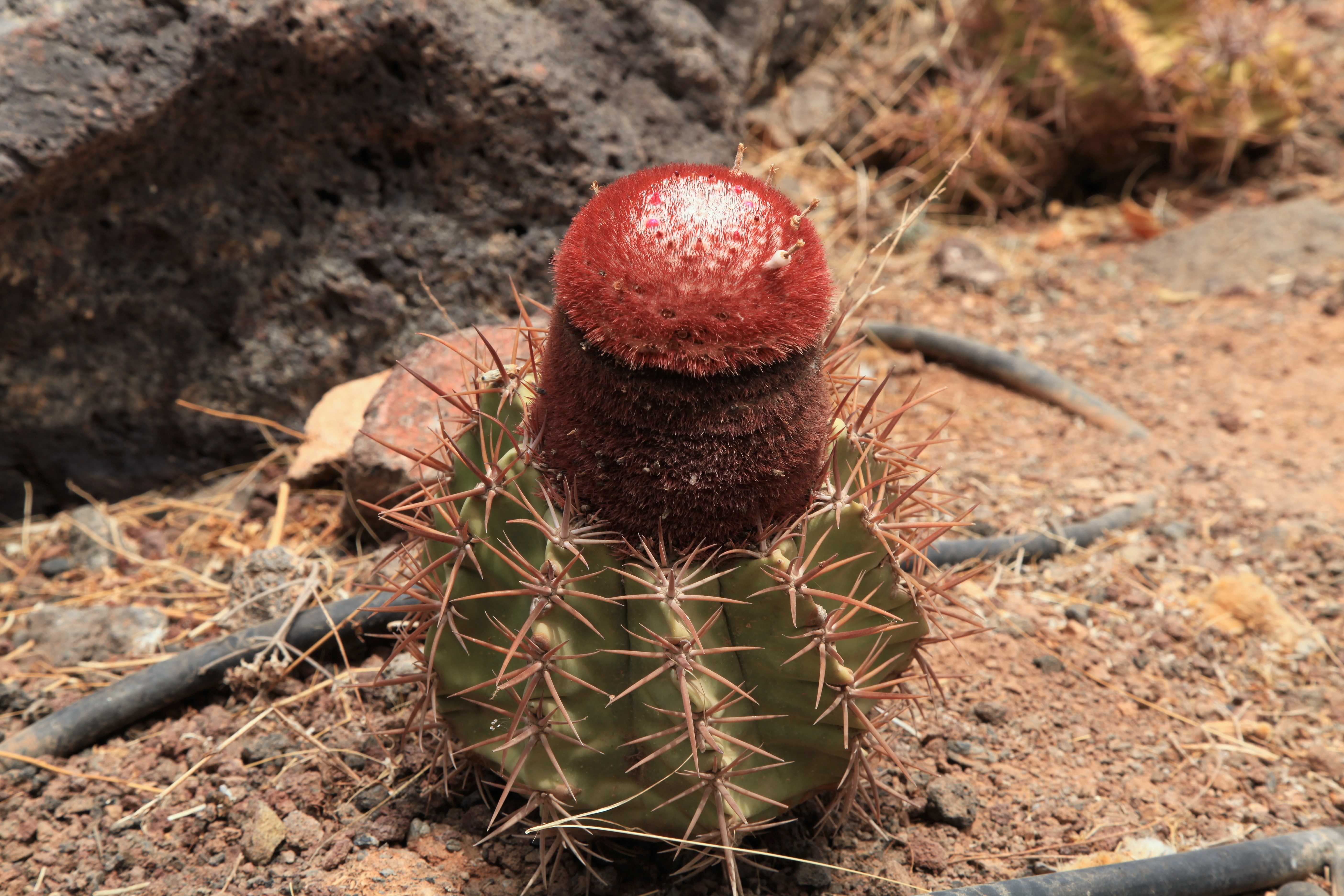
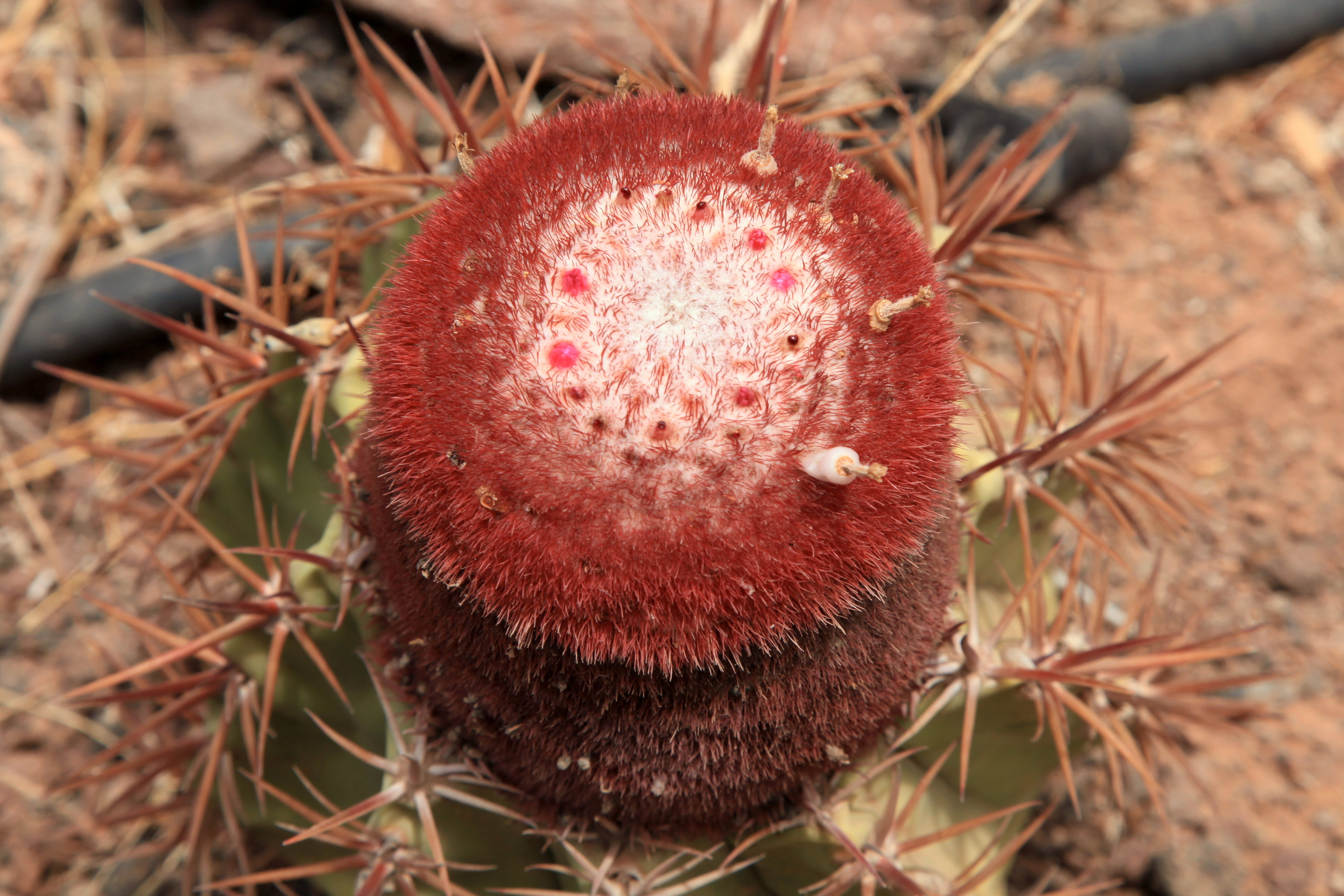